# Palm Valley (Flórida)
Palm Valley é uma Região censo-designada localizada no estado americano de Flórida, no Condado de St. Johns.

## Demografia
Segundo o censo americano de 2000, a sua população era de 19.860 habitantes.

## Geografia
De acordo com o United States Census Bureau tem uma área de
36,2 km², dos quais 34,7 km² cobertos por terra e 1,5 km² cobertos por água. Palm Valley localiza-se a aproximadamente 3 m acima do nível do mar.

## Localidades na vizinhança
O diagrama seguinte representa as localidades num raio de 32 km ao redor de Palm Valley.